# Tapaculo-pintado
Tapaculo-pintado (nome científico: Psilorhamphus guttatus) é uma espécie de ave pertencente à família Rhinocryptidae. Pode ser encontrada na Argentina e no Brasil.
Seu nome popular em língua inglesa é "Spotted bamboowren".

## Taxonomia
O tapaculo-pintado é o único membro de seu gênero e não possui subespécies. Em vários momentos, foi colocado nas famílias Formicariidae, Sylviidae, Thamnophilidae, Troglodytidae e Polioptilidae. Estudos de sua morfologia e posteriormente de sua genética o colocaram firmemente na família Rhinocryptidae.

## Descrição
A espécie mede 13,5 cm (5,3 pol) de comprimento. Os machos pesam de 10,5 a 13 g (0,37 a 0,46 oz) e um espécime que se acredita ser uma fêmea pesava 11,5 g (0,41 oz). A cabeça e a parte superior das costas do homem adulto são cinzentas e a parte inferior das costas acastanhada. A garganta e a parte superior do peito são esbranquiçadas a amareladas, fundindo-se para polir a região inferior do seio e a barriga. O dorso, as asas e o ventre são polvilhados com pequenas manchas brancas, marrons ou pretas. A fêmea adulta é semelhante, mas o topo da cabeça e a parte superior das costas são marrons, e a parte superior do peito esfolada.

## Distribuição e habitat
É endêmica do bioma da Mata Atlântica do Brasil e da Argentina. Sua distribuição se estende do sudeste de Minas Gerais e oeste do Espírito Santo, passando pelo Rio Grande do Sul, no Brasil, até a Província de Misiones, no norte da Argentina. Também pode ocorrer no sudeste do Paraguai, embora o Comitê de Classificação da América do Sul da American Ornithologists' Union (AOS) não tenha confirmado isso.
Como o próprio nome indica, o tapaculo-pintado é geralmente encontrado em bambu, normalmente na borda de uma floresta densa, mas também em emaranhados de videiras e outras folhagens densas. Na parte norte de sua extensão, é encontrada de 600 a 1 000 m (2 000 a 3 300 pé) de elevação e no sul de 300 m (980 pé) de altura.

## Comportamento
Normalmente se alimenta cerca de 2 m (6,6 pé) acima do solo em bambu e galhos, mas até 7 m (23 pé) em emaranhados de videira. Ocasionalmente, se alimenta do solo. Sua principal presa são insetos e larvas de insetos.
Sua fenologia de reprodução não foi estudada.

## Conservação
A União Internacional para a Conservação da Natureza (IUCN) avaliou o tapaculo-pintado como "quase ameaçado". Sua distribuição se restringe à região sul da Mata Atlântica, bioma que passou por extensas desmatamentos para agricultura e ocupação humana. Sua população é desconhecida, mas acredita-se que esteja diminuindo. No entanto, habita algumas áreas protegidas.